# Manettia cordifolia
Manettia cordifolia é uma espécie de dicotiledónea pertencente à família Rubiaceae, descrita em 1824.